# Karymski
Der Karymski (russisch Карымский, auch Кары́мская со́пка, Karymskaja Sopka) ist der gegenwärtig aktivste Vulkan auf Kamtschatka. Er bildet das Zentrum einer Caldera von 5 Kilometer Durchmesser. Seit 1996 spuckt er beständig Lava und Asche. Die Ausbrüche werden seit 1771 beobachtet, die Radiokohlenstoffdatierung zeigt aber, dass die Aktivität schon seit etwa 500 Jahren anhält. Zuvor scheint der Vulkan 2300 Jahre lang ruhig gewesen zu sein. Der Karymski ist von zahlreichen anderen Vulkanen umgeben, so etwa dem Dsensurski oder dem Korjakski (Korjakskaja Sopka).
Die Asche des Vulkans wird gewöhnlich in 2000 bis 3000 Meter Höhe geblasen, aber auch 10.000 Meter sind möglich, wo sie dann eine Gefahr für den Flugverkehr wird. 
Bei einem Ausbruch des Karymski am 2. Januar 1996 kam es auch zu Eruptionen im 6 Kilometer entfernten Karymskoje-See in der Caldera des benachbarten Vulkans Akademija Nauk.

## Name
Der Name des Vulkans ist vom Ethnonym „Karym“ abgeleitet, mit dem früher in Sibirien östlich des Baikalsees und im Fernen Osten Russlands die Mischbevölkerung aus Russen und indigenen Ethnien, vorwiegend Burjaten oder Ewenken, bezeichnet wurde.